# Гутман, Давид Григорьевич
Дави́д Григо́рьевич Гу́тман (1884, Ветка, Могилёвская губерния — 12 февраля 1946) — советский актёр, театральный деятель, режиссёр, один из инициаторов создания театров миниатюр и спектаклей-обозрений. Основатель (совместно с В. Я. Типотом), первый директор и художественный руководитель Московского театра сатиры, Ленинградского театра сатиры (1926) и Московского театра миниатюр (1938). Брат актёра Вениамина Гута.

## Биография
Вырос в местечке Бешенковичи Витебской губернии. Окончил Дрезденский политехникум.  В 1903—1913 годах работал помощником режиссёра, в затем режиссёром в театрах Нижнего Новгорода, Харькова, Киева, Ветки и других городов. В годы Первой мировой войны руководил в Москве Мамоновским и Петровским театрами миниатюр; именно Гутман изобрёл для начинающего Александра Вертинского маску Пьеро.
В 1917—1919 годах Гутман возглавлял Свободный театр в Воронеже. В 1920—1922 — главный режиссёр и художественный руководитель Театра революционной сатиры (Теревсата) в Москве (вместе с Михаилом Разумным). Изначально Теревсат был театром малых форм, агитационных пьес и злободневных политических обозрений, предшественником «Синей блузы» и «Живой газеты»; но постепенно переходил к многоактным спектаклям. В 1922 году театр был расформирован, часть труппы влилась в созданный Вс. Мейерхольдом Театр Революции.
В 1926—1929 годах Давид Гутман был ведущим режиссёром Московского театра сатиры; объединил целое созвездие советских сатириков — Виктора Типота, Николая Эрдмана, Владимира Масса, вместе с которыми в 1924—1926 написал пьесы для Московского театра сатиры: «Москва с точки зрения» (1924), «Семь лет без взаимности» (1925), «Ой, не ходи, Грицю, на „Заговор императрицы“» (1925).
Одновременно Гутман в 1924—1929 годах работал как режиссёр в Ленинградском театре сатиры, ставил спектакли в Московской оперетте. В 1928—1929 годах был режиссёром Московского мюзик-холла, где вместе с К. Голейзовским создавал «аттракционные представления-ревю».
С 1930 года Гутман работал в Ленинграде, ставил спектакли в Ленинградском мюзик-холле и в театре «Комедия»: «Чужой ребенок», «Стакан воды» и другие. После закрытия мюзик-холлов в 1938 году вернулся в Москву, где вместе с Типотом создал и возглавил Московский театр миниатюр.
В 1941 году Гутман создал фронтовой театр «Ястребок», существовавший по 1942 год. В последние годы жизни как режиссёр оказался не у дел; писал сценки, скетчи и конферанс, ставил отдельные эстрадные номера и программы в саду «Эрмитаж», в том числе «Весенние голоса» (1940), участвовал в работе Всесоюзной студии эстрадного искусства под руководством Н. Смирнова-Сокольского.
В кино Давид Гутман дебютировал как актёр в 1926 году, у режиссёра Абрама Роома в фильме «Предатель».
После смерти похоронен на Ваганьковском кладбище в Москве.

## Семья
- Брат — артист эстрады Вениамин Григорьевич Гут (Вениамин Гиршевич Гутман, 1894—1949).
- Жена — врач-дантист Нина Лазаревна Гутман.

## Фильмография
- 1926 — Предатель — Курбатов, секретарь фон Дица
- 1929 — Новый Вавилон — хозяин магазина «Новый Вавилон»
- 1930 — Города и годы — заводчик Урбах
- 1930 — Заговор мёртвых
- 1932 — Возвращение Нейтана Беккера — Нейтан Беккер
- 1932 — Первый взвод — Давид Шапиро
- 1934 — Секрет фирмы — Барановский
- 1935 — Сокровище погибшего корабля — Родопуло
- 1936 — Дети капитана Гранта — Мак-Наббс и сорежиссёр картины
- 1937 — Пётр Первый — сэр Оборн

## Память
Давиду Гутману посвящён рассказ Виктора Ардова «Первый приз».